# 俄罗斯数字电视
俄罗斯的数字电视服务通过地面数字电视、有线电视、卫星电视、移动电视、IPTV等方式提供。

## 俄罗斯地面数字电视
俄罗斯的地面数字电视采用DVB-T2标准。俄罗斯地面电视数字化转换已在2019年10月14日完成。

### 数字电视转换
俄罗斯的地面电视数字化转换工作从2009年开始，持续近十年。2009年12月3日，俄罗斯总统普京签署法令，批准联邦目标计划“2009-2015年俄罗斯联邦电视电台广播发展”（此后经修订延长至2018年），其目标为：
- 发展俄罗斯联邦的信息空间；
- 通过多频道电视广播，向俄罗斯联邦居民播出全俄罗斯强制性公共电视频道；
- 提高电视及电台广播运作的效率。

计划涉及的任务包括：
- 全国电视广播网络基础设施现代化；
- 全国电视及电台广播网络的数字化转换；
- 利用卫星资源达到电视及电台广播分发要求；
- 向俄罗斯联邦居民播出地方数字电视。

该计划中，与地面电视数字化相关的关键指标有：
- 计划实施的最后阶段中，俄罗斯未覆盖电视服务的居民人数不超过一千人；
- 俄罗斯有条件接收到全俄罗斯强制性公共电视频道及广播频率的居民比例达到100%；
- 俄罗斯各联邦主体的领土中，有全俄罗斯强制性公共电视频道数字广播的地区（至少覆盖该联邦主体的50%人口）面积达到17125407平方公里；
- 俄罗斯联邦居民中，能够在其永久居所免费接收到20个数字电视频道的比例达98.1%；
- 俄罗斯联邦居民中，能够在其永久居所，通过地面数字电视接收到全俄罗斯强制性公共电视频道及广播频率，以及电视和广播紧急警报的居民，比例达98.4%；
- 俄罗斯的联邦主体中，实现全俄罗斯强制性公共电视频道及广播频率数字广播覆盖（至少覆盖该联邦主体的95%人口）的个数达到85个；
- 俄罗斯联邦居民中，其永久居所未能覆盖地方地面数字电视及电台广播的比例为1.6%。

该计划也展望建立传输数字电视广播的第一和第二信道。俄罗斯电视及广播电台网（РТРС）被指派为俄罗斯地面数字电视及电台广播网的承建方。
按照该计划，РТРС亦需在俄罗斯各个联邦主体中组建地方性电视及电台的地面数字广播。地方性电视及电台通过地面数字电视第一信道的俄罗斯-1、俄罗斯24、俄罗斯公共电视台以及俄罗斯广播电台播出节目。
俄罗斯1.6%的人口居住在难以到达的偏远地区，建设并运营地面通讯设施在经济上不合理，这些地区的居民需要通过卫星电视接收20个全俄罗斯强制性公共电视频道。
2011年7月7日，政府电视及电台广播发展委员会批准俄罗斯引入新的地面数字电视标准，采用DVB-T2标准替代DVB-T标准，此前旧标准已在俄罗斯多个地区试验性播出。新标准能够将带宽提升至原先的1.5倍，提高同一信道的频道数量及信号质量。俄罗斯原先计划在2015年开始采用DVB-T2标准播出地面数字电视，但实际上提前至2012年开始。2012年3月，РТРС开始逐步在俄罗斯推广DVB-T2标准的地面数字电视，第一批开播的地区包括鞑靼斯坦共和国、莫斯科和圣彼得堡。原先采用DVB-T播出地面电视的地区开始计划转换至DVB-T2标准。2015年1月15日，РТРС完成加里宁格勒和库尔斯克的DVB-T2标准转换，至此完成地面电视DVB-T2标准的转换工作。
2019年，俄罗斯开始关停模拟电视发射站，并推动模拟电视观众改为接收地面数字电视。转换工作分为四个阶段完成：
1. 2月11日：马加丹、奔萨、梁赞、图拉、乌里扬诺夫斯克、雅罗斯拉夫尔地区和车臣共和国；
2. 4月15日：莫斯科、阿穆尔、伊万诺沃、克麦罗沃、基洛夫、科斯特罗马、库尔干、利佩茨克、莫斯科、诺夫哥罗德、库页岛、秋明州、卡巴尔达-巴尔卡尔、卡拉恰伊-切尔克斯、卡尔梅克、莫尔多维亚、乌德穆尔特、楚瓦什、斯塔夫罗波尔边疆区和亚马洛-涅涅茨自治区；
3. 6月3日：阿尔泰边疆区、阿尔汉格尔斯克州、别尔哥罗德州、布良斯克州、弗拉基米尔州、沃罗涅日州、犹太自治州、伊尔库茨克州、加里宁格勒州、堪察加边疆区、克拉斯诺达尔边疆区、克拉斯诺亚尔斯克边疆区、涅涅茨自治区、下诺夫哥罗德州、新西伯利亚州、鄂木斯克州、奥廖尔州、彼尔姆地区、滨海边疆区、阿迪格共和国、布里亚特共和国、科米共和国、马里埃尔共和国、萨哈共和国（雅库特）、北奥塞梯-阿拉尼亚共和国、蒂瓦共和国、哈卡斯共和国、罗斯托夫地区、萨马拉州、斯维尔德洛夫斯克州、斯摩棱斯克州、坦波夫州、托木斯克州、哈巴罗夫斯克边疆区、汉特曼西自治区、楚科奇自治区；
4. 10月14日：阿斯特拉罕地区、伏尔加格勒地区、沃洛格达地区、外贝加尔地区、圣彼得堡、卡卢加地区、库尔斯克地区、列宁格勒地区、摩尔曼斯克地区、奥伦堡地区、普斯科夫地区、阿尔泰共和国、巴什科尔托斯坦共和国、达吉斯坦共和国、印古什共和国、卡累利阿共和国、克里米亚共和国、鞑靼斯坦共和国、萨拉托夫地区、塞瓦斯托波尔、车里雅宾斯克地区。

转换工作原定分三个阶段，在2019年6月3日完成，但俄罗斯在4月25日宣布，最后一阶段的工作拆分为两个阶段进行。2019年10月14日，俄罗斯完成DVB-T2标准地面数字电视的转换工作。
为在转换工作中帮助俄罗斯居民，РТРС通过门户网站СмотриЦифру.рф、联邦及地区热线、移动应用程序“Телегид”，以及社交网站和即时通讯软件的自动回复机器人开展解释工作，并将大型活动的举办时间调整至停播模拟电视的过程中，国家媒体也通过资讯视频等方式大幅报道数字电视转换消息。
俄罗斯的地面数字电视为免费接收。俄罗斯电信及大众传媒部的代表强调，技术上无法对该服务收费。在数字电视转换过程中，地区及城市电视广播不会停止。

### 地面数字电视信道
俄罗斯的地面数字电视通过2个信道播出，各信道播出10套电视节目。

#### 第一信道
俄罗斯数字电视第一信道（俄语：Первый мультиплекс цифрового телевидения России，又称为РТРС-1）包含全俄罗斯强制性公共电视频道及广播频率，其频道及频率名单在2009年6月24日由俄罗斯联邦总统令715号《关于全俄罗斯强制性公共电视频道及广播频率》确定（此后经过修订）。依据1991年12月27日的俄罗斯联邦法律第2124-1号第32.1条（2017年11月25日修订）《关于大众传媒》（经修订及补充，2018年1月1日生效）：“广播公司在小聚居点所在地区，播出全俄罗斯强制性公共电视频道及广播频率，所产生的与大气地面广播相关的费用，以俄罗斯联邦政府所设立的方法，由联邦经费支付。”
2009年3月19日颁布的俄罗斯联邦无线电频率委员会09-02-04号决议批准地面数字电视第一信道采用UHF频段470—862MHz播出。2009年12月开始，俄罗斯卫星通讯公司利用人造卫星，以MPEG-4格式向地面数字电视网络转发第一信道的节目。2010年5月，РТРС成为数字电视第一信道的唯一运营方，此前РТРС已于2010年1月在远东地区开播地面数字电视。
根据2012年3月3日颁布的俄罗斯联邦政府令287-р号，从2012年开始，数字电视第一信道采用DVB-T2标准播出节目，并以标清电视播出。原先采用DVB-T标准播出的地区逐步转换为DVB-T2。
数字电视第一信道为免费开路播出（FTA），不采用加密传输的条件接收模式。在非地面电视或（及）商业电视运营商的服务中，第一信道的概念并未直接定义，但运营商仍须公开传送第一信道的节目。根据2003年7月7日的联邦法律第126-ФЗ号《关于通讯》（2010年7月27日修订），电视运营商有责任在其传输网络中，以免费方式传送全俄罗斯强制性公共电视频道及（或）广播频率，并自行承担成本，据此，全俄罗斯的收费有线电视、收费卫星电视和收费IPTV的用户应能在不额外安装地面电视接收设备的前提下，通过电视运营商的网络免费接收第一信道的节目，但事实上俄罗斯不少有线电视和IPTV运营方并没有提供第一信道所包含的广播频率，而用户收看或收听强制性电视频道或广播频率，仍需先付费开通电视服务。
俄罗斯数字电视第一信道包含10个电视节目和3个广播节目:
| 频道号码 | 频道名称         | 画面比例 |
| -------- | ---------------- | -------- |
| 1        | 第一频道         | 16:9     |
| 2        | 俄罗斯-1         | 16:9     |
| 3        | 竞赛电视台       | 16:9     |
| 4        | NTV              | 16:9     |
| 5        | 第五频道         | 16:9     |
| 6        | 俄罗斯-K         | 16:9     |
| 7        | 俄罗斯24         | 16:9     |
| 8        | 旋转木马频道     | 16:9     |
| 9        | 俄罗斯公共电视台 | 16:9     |
| 10       | 中心电视台       | 16:9     |

| 频率号码 | 频率名称       |
| -------- | -------------- |
| 1        | 消息FM         |
| 2        | 灯塔广播电台   |
| 3        | 俄罗斯广播电台 |

第一信道在2017年开始实施本地化工作，在俄罗斯-1、俄罗斯24、俄罗斯K和俄罗斯广播电台中增加地方广播电视台的插播时段，主要利用“分布式节目修改技术”实现（此前各地的地面数字电视和电台广播只有全国节目）。与此同时，在全俄国家电视广播公司的决定下，俄罗斯K频道的地方节目插播只在圣彼得堡实施。2018年11月1日开始，俄罗斯各地均有上述频道的地方版本播出（莫斯科及莫斯科地区除外，因为上述频道的原版信号已经有莫斯科及莫斯科地区的地方节目）。
此外，在圣彼得堡和列宁格勒地区，除了上述频道外，第一频道、NTV、竞赛电视台、第五频道和中心电视台也有地方节目插播。
2019年11月29日开始，俄罗斯公共电视台在全俄68个联邦主体中利用21号频道播出本地插播节目。
2020年3月25日，РТРС开始通过奥斯坦金诺电视塔58频道，在莫斯科及莫斯科地区试验播出高清版本的第一信道节目。

#### 第二信道
俄罗斯数字电视第二信道（俄语：Второй мультиплекс цифрового телевидения России，又称为РТРС-2）包含全俄罗斯强制性公共电视频道，其频道名录通过竞投方式确定，由俄罗斯数字发展、通信与大众传媒部下属的联邦电视及电台广播竞争委员会主持。
2009年12月15日颁布的俄罗斯联邦无线电频率委员会09-05-12号决议批准第二信道使用UHF频段470—862MHz播出。第二信道由РТРС运营，在充分利用第一信道传输设施的基础上建立。2013年，РТРС开始在俄罗斯各地逐步试播第二信道的节目。第二信道的传输网络建设在2018年完成。
2012年12月14日，联邦电视及电台广播竞争委员会公布了第二信道电视频道播出权的竞投结果。竞投的条件包括：每日24小时播出；原则为免费播出；国内制作的节目占比不低于55%。拥有在俄罗斯境内播出并分发节目通用执照的电视台有权参与竞投。除了赢得播出权的频道外，参与竞投的其他频道还有：2×2频道、MTV Russia、雨电视、胡椒频道、O2TV、21+、RT电视台、KN-TV。赢得播出权的频道与РТРС签订在第二信道的长期播出合约，每个频道的合约额为每年9.44亿卢布。
第二信道主要覆盖边疆地区、远东地区，以及人口超过十万的大城市（约170座城市）。第二信道的大气广播成本由电视台自行承担。第二信道的节目以标清画质播出，但与第一信道不同，从一开始便以DVB-T2标准播出。
数字电视第二信道为免费开路播出（FTA），不采用加密传输的条件接收模式。在莫斯科，第二信道利用24频道（498 MHz）播出。根据2015年6月24日修订的俄罗斯联邦法律《关于大众传媒》，被纳入第二信道的电视频道获得“强制性公共频道”的地位，依据联邦法律《关于通讯》，电视运营商有义务免费传输第二信道的电视节目，并自行承担成本。
数字电视第二信道包含10个电视频道：
| 频道号码 | 频道名称       | 画面比例 |
| -------- | -------------- | -------- |
| 11       | REN TV         | 16:9     |
| 12       | Spas           | 16:9     |
| 13       | STS            | 16:9     |
| 14       | 家庭频道       | 16:9     |
| 15       | TV-3           | 16:9     |
| 16       | “星期五！”频道 | 16:9     |
| 17       | 红星电视台     | 16:9     |
| 18       | Mir            | 16:9     |
| 19       | TNT            | 16:9     |
| 20       | Muz-TV         | 16:9     |

#### 第三信道
俄罗斯数字电视第三信道（俄语：Третий мультиплекс цифрового телевидения России）最初为“全国-地方”模式电视频道的播出信道，但因经济原因被中止。
根据政府电视及电台广播发展委员会在2010年12月17日通过的决议，第三信道包含：
- 四个标清画质本地电视频道；
- 一个高清画质的全国电视频道。

俄罗斯联邦通信、信息技术和大众传媒监督局和РТРС召开的“Spectrum-2013”会议，提出第三信道可包含7至8个全国电视频道、1至2个地方频道，以及1个由全俄国家电视广播公司播出的频道，但未提到是否包含高清频道，最终决策要由俄罗斯联邦政府完成。
2013年4月，只有一个频道确定可以进入第三信道，该频道为本地频道，节目由全俄国家电视广播公司制作，РТРС负责地方时段的播出。如果全俄国家电视广播公司在当地没有较大的分局，或者难以组建地方频道，可能会由其他地方电视台参与。
联邦通信、信息技术和大众传媒监督局宣布将第三信道的开播计划推迟至2018年，但至今未有实施。

#### 面向莫斯科及莫斯科地区的第三信道
莫斯科的地面数字电视在34频道（578MHz）试播第三信道，部分电视台共用同一频道的不同时段。
| 频道编号 | 频道名称 | 画面比例 | 播出时间 |
| -------- | --- | -------- | --- |
| 21       | “星期六！”频道 | 16:9     | 全日播出 |
| 22       | HDL频道 电影之约频道 恐怖电影频道 电影集锦频道 Zee TV 男人影院频道 喜剧电影频道 厨房电视 印度电影频道 系列电影频道 2x2 我的星球频道 科学频道 | 16:9     | 00:00-01:00 01:00-02:00 02:00-03:00 03:00-04:00 04:00-05:00 05:00-06:00 06:00-07:00 07:00-08:00 08:00-09:00 09:00-10:00 10:00-11:00 11:00-18:00 18:00-00:00 |
| 23       | 卡通频道 FAN频道 俄罗斯侦探频道 历史频道 Ani频道                                                                                             | 16:9     | 00:00-05:00 05:00-10:00 10:00-15:00 15:00-20:00 20:00-00:00                                                                                                 |
| 24       | 连衣裙频道 多音乐频道 | 16:9     | 00:00-12:00 12:00-00:00 |
| 25       | NST频道 影院频道 我的星球频道 医生频道 科技24                                                                                                | 16:9     | 00:00-03:00 03:00-06:00 06:00-09:00 09:00-12:00 12:00-15:00                                                                                                 |
| 26       | 莫斯科真诚频道 索洛维约夫直播频道 | 16:9     | 00:00-06:00 06:00-00:00 |
| 27       | 音乐第一频道 | 16:9     | круглосуточно |
| 28       | TNT4 | 16:9     | круглосуточно |
| 29       | IZ.RU频道 | 16:9     | круглосуточно |
| 30       | 竞赛！国家频道 | 16:9     | круглосуточно |

#### 面向克里米亚共和国和塞瓦斯托波尔的第三信道
克里米亚原先有四条电视信道播出，俄罗斯联邦并吞克里米亚后，利用其中三个信道播出俄罗斯的电视节目。2014年7月1日，克里米亚共和国和塞瓦斯托波尔开始播出俄罗斯第一信道（РТРС-1）、第二信道（РТРС-2）、第三信道的地面数字电视，采用DVB-T2制式，克里米亚成为首批播出俄罗斯第三信道电视节目的地区。
克里米亚的第三信道播出7个频道，包括标清频道第一克里米亚频道、Mir 24、民族频道、莫斯科24、塞瓦斯托波尔电视台，以及高清频道第一克里米亚频道、克里米亚24。塞瓦斯托波尔的第三信道播出8个频道，包括标清频道第一克里米亚频道、Mir 24、民族频道、克里米亚24、第一塞瓦斯托波尔频道、莫斯科24、塞瓦斯托波尔电视台以及高清频道
第一塞瓦斯托波尔频道。

### 竞争及频道套装变化
- 2012年4月17日，俄罗斯总统签署政令，第一信道将加入俄罗斯公共电视台，选台号码为9号，此前第一信道只有8个频道[71]。
- 2013年4月20日，俄罗斯总统签署政令，批准中心电视台纳入第一信道，选台号码为10号[72][73]，此前中心电视台在第二信道占据的带宽腾空。
- 2013年9月25日，根据第二信道竞投结果，原先中心电视台占据的带宽移交给Spas频道[74]。
- 2013年10月15日，联邦通信、信息技术和大众传媒监督局宣布第二信道的第5号频道开始竞投[75]，全俄国家电视广播公司旗下的体育频道（俄语：Матч! Игра）曾主动表示不参与[76]。同年12月18日，竞投结果为TV-3频道中标[77]。
- 2015年7月15日，俄罗斯总统签署政令[78]，将竞赛电视台纳入全俄罗斯强制性公共电视台之列，频道排在第三位[79]，意味着该频道将在第一信道第3号频道播出，原先在该频道播出的俄罗斯-2频道则被排除在外，继续播出至同年11月1日，被竞赛电视台替代。
- 2015年9月30日，由于竞赛电视台即将开播，同公司旗下的体育+频道（俄语：Матч! Страна）退出原先所在的第二信道第6号频道，该频道经过竞投，由“星期五！”频道获得[80][81][82]。

## 俄罗斯的非地面数字电视
俄罗斯的非地面数字电视包括有线数字电视、卫星直播电视和IPTV，通常为收费服务。截至2019年第一季度，俄罗斯全国共有4430万人开通付费电视服务，用户数排名前五的运营商为三色电视、俄罗斯电信、ER电信、移动电信和猎户座集团。
2018年底，俄罗斯收费电视服务市场中，有线数字电视份额为13.9%，IPTV份额为18.9%。根据TMT市场调研，俄罗斯的有线电视行业正在快速推动数字化，地面数字电视也与卫星电视形成竞争。

## 延伸阅读
- 电视覆盖范围[]
- 俄罗斯联邦数字广播网络建设的规范文件 （页面存档备份，存于）
- 俄罗斯电视及广播电台网 （页面存档备份，存于）
- 数字电视转换 （页面存档备份，存于）, 俄罗斯数字发展、通信与大众传媒部
- 我所在的地区什么时候才有地面数字电视？ （页面存档备份，存于）, 俄罗斯数字发展、通信与大众传媒部
- Постановление Правительства РФ от 15.04.2014 № 313 (ред. от 25.09.2018) "Об утверждении государственной программы Российской Федерации «Информационное общество (2011—2020 годы)» — Федеральная целевая программа «Развитие телерадиовещания в Российской Федерации на 2009—2018 годы»